# 가음로
가음로(Gaeum-ro)는 경상남도 창원시 성산구 가음정동 남양사거리에서 대한민국 경상남도 창원시 성산구 남산동 버스종점삼거리을 잇는 도로다.

## 주요 경유지
경상남도
- 창원시 성산구 (가음정동)

## 노선
| 이름           | 접속 노선 | 소재지 | 소재지 | 소재지   | 비고 |
| -------------- | --------- | ------ | ------ | -------- | ---- |
| 남양삼거리     | 원이대로  | 창원시 | 성산구 | 가음정동 |      |
| 대방1호교      |           | 창원시 | 성산구 | 가음정동 |      |
| 대정사거리     | 대정로    | 창원시 | 성산구 | 가음정동 |      |
| 남양사거리     | 가양로    | 창원시 | 성산구 | 가음정동 |      |
| 버스종점삼거리 | 창이대로  | 창원시 | 성산구 | 가음정동 |      |
| 대암로와 직결  |           |        |        |          |      |

## 주요 건물및 시설
- GS칼텍스 감동주유소 (가음로 90/가음동 37-8)
- 농협 남창원농협 유통센터점 (가음로 100/가음동 47-2)
- 롯데리아 하나로마트 남창원점 (가음로 100/가음동 47-2)
- 탐앤탐스 남창원농협점 (가음로 100/가음동 47-2)
- 이디야커피 창원가음로점 (가음로 107/남양동 40-17)